# Bobo Dioulasso Airport
Bobo Dioulasso Airport är en flygplats i Burkina Faso. Den ligger i den sydvästra delen av landet, 300 km väster om huvudstaden Ouagadougou. Bobo Dioulasso Airport ligger 460 meter över havet.
Terrängen runt Bobo Dioulasso Airport är platt. Runt Bobo Dioulasso Airport är det ganska tätbefolkat, med 239 invånare per kvadratkilometer.. Närmaste större samhälle är Bobo-Dioulasso, 4,1 km nordost om Bobo Dioulasso Airport.
Runt Bobo Dioulasso Airport är det i huvudsak tätbebyggt.